# Drosdowo (Kaliningrad, Krasnosnamensk)
Drosdowo (russisch Дроздово, deutsch Schwarballen, 1938 bis 1945: Grundweiler, litauisch Švarbaliai) ist ein verlassener Ort im Rajon Krasnosnamensk der russischen Oblast Kaliningrad.
Die Ortsstelle befindet sich dreieinhalb Kilometer nördlich von Schelannoje (Henskischken/Hensken) und ist über Nebenstraßen, die von der Regionalstraße 27A-025 (ex R508) zwischen Schelannoje und Dobrowolsk (Pillkallen/Schloßberg) nach Norden abzweigen, zu erreichen.

## Geschichte

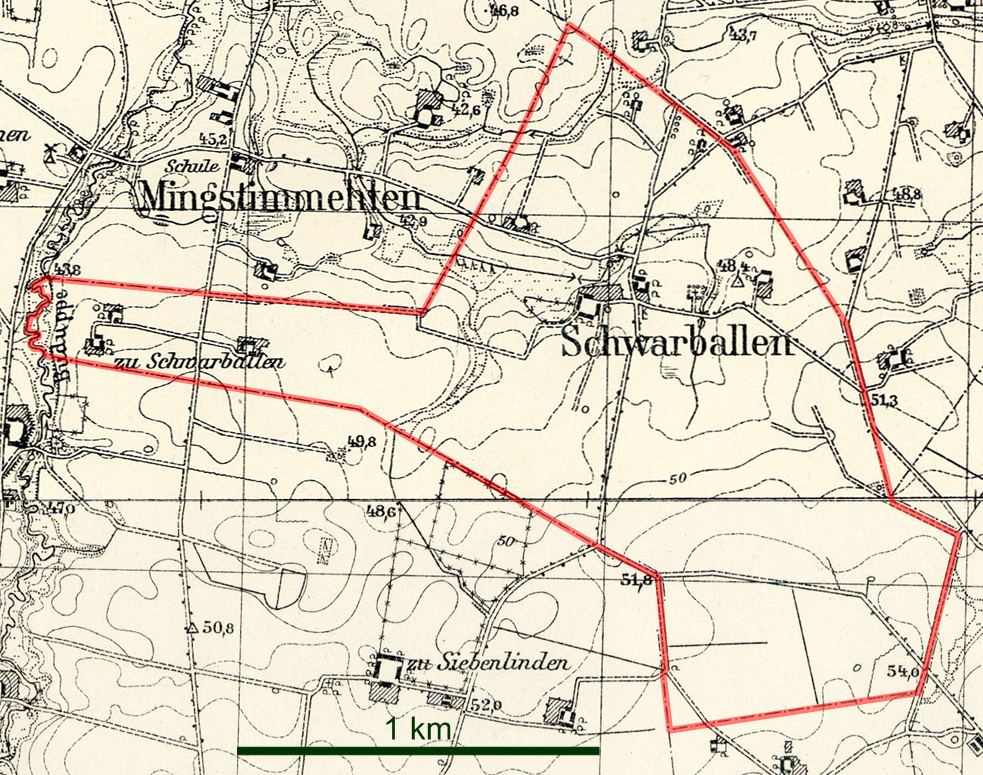
Die Gemeinde Schwarballen auf zwei Messtischblättern von 1933 und 1937

Schwarbaln, zunächst auch Kischey, Schwarblen und Swarballen genannt, wurde 1625 erstmals erwähnt. Um 1780 wurde Schwarballen als königliches Bauerndorf bezeichnet. 1874 wurde die Landgemeinde Schwarballen in den neu gebildeten Amtsbezirk Spullen im Kreis Pillkallen eingegliedert. 1938 wurde Schwarballen in Grundweiler umbenannt.
1945 kam der Ort in Folge des Zweiten Weltkrieges mit dem nördlichen Ostpreußen zur Sowjetunion. 1947 erhielt er den russischen Namen Drosdowo und wurde gleichzeitig dem Dorfsowjet Wesnowski selski Sowet im Rajon Krasnosnamensk zugeordnet. Daneben gab es durch denselben Erlass noch eine weitere Umbenennung von Schwarballen in Krasnodonskoje, die sich vielleicht auf die vor 1938 mit zu Schwarballen im Westen der Gemeinde bezeichneten Einzelhöfe bezog. Drosdowo befand sich später im Bereich des Dobrowolski selski Sowet. Drosdowo und Krasnodonskoje wurden vor 1975 aus dem Ortsregister gestrichen.

### Einwohnerentwicklung
| Jahr | Einwohner | Bemerkungen                |
| ---- | --------- | -------------------------- |
| 1867 | 41        |                            |
| 1871 | 41        |                            |
| 1885 | 56        |                            |
| 1905 | 45        | davon 7 litauischsprachige |
| 1910 | 41        |                            |
| 1933 | 48        |                            |
| 1939 | 45        |                            |

## Kirche
Schwarballen/Grundweiler gehörte zum evangelischen Kirchspiel Kussen.